# Ковалёв, Александр Геннадьевич
Александр Геннадьевич Ковалёв (1973 — 1999) — офицер спецназа внутренних войск МВД России, старший лейтенант, Герой Российской Федерации (1999).

## Биография
Родился 15 октября 1973 года в станице Красноармейская (ныне — Полтавская) Краснодарского края, где окончил среднюю школу № 7.
В 1996 году окончил Высшее военное командное училище внутренних войск МВД России в городе Саратове.
Служил во внутренних войсках МВД России, дослужился до должности заместителя командира группы спецназа. В 1999 году был отправлен в командировку в Дагестан. Погиб при столкновении с отрядом боевиков, прикрывая отход своих бойцов (подорвал себя и противника гранатой).
Указом Президента Российской Федерации № 1745 от 30 декабря 1999 года старшему лейтенанту А. Г. Ковалёву было присвоено звание Героя Российской Федерации (посмертно).
Имя А. Г. Ковалёва решением командования внутренних войск МВД России навечно вписано в списки личного состава части, в которой он служил.